# 266 Aline
Aline (định danh hành tinh vi hình: 266 Aline) là một tiểu hành tinh khá lớn ở vành đai chính. Ngày 17 tháng 5 năm 1887, nhà thiên văn học người Áo Johann Palisa phát hiện tiểu hành tinh Aline khi ông thực hiện quan sát ở Viên và hình như được đặt theo tên người con gái của nhà thiên văn học Edmund Weiss.
266 Aline là một tiểu hành tinh kiểu C tối và thành phần cấu tạo của nó có lẽ là chondrite cacbonat nguyên thủy.